# Éder Lima (football)
Ne doit pas être confondu avec Éder Lima (futsal).
Éder Lima est un footballeur brésilien né le 5 février 1986 à São Vicente. Il évolue au poste de défenseur central.

## Biographie
Éder Lima joue au Brésil, au Soudan, en Chine, et au Japon.
Il dispute 17 matchs en première division brésilienne, inscrivant un but.
Il participe à la Coupe de la confédération avec le club soudanais d'Al Merreikh.